# Bezirk Andrychau
Bezirk Andrychau – dawny powiat (Bezirk) kraju koronnego Królestwo Galicji i Lodomerii, funkcjonujący w latach 1854–1867. Siedzibą starostwa było miasto Andrychau (Andrychów).

## Historia
Bezirk Andrychau utworzono w ramach reformy uwłaszczeniowej z okresu Wiosny Ludów (1848–1849), która likwidowała jurysdykcję właściciela ziemskiego nad poddanymi. W Galicji, dominium – jako podstawowa jednostka administracyjna i filar systemu feudalnego straciło rację bytu. Konieczne stało się zatem wprowadzenie nowego systemu administracyjnego, którego zręby powstały w latach 1851–1855. Nowy trójstopniowy podział administracyjny objął 21 cyrkułów (niem. Kreise), 179 małych powiatów (niem. Bezirke) i ponad 6000 gmin (niem. Gemeinde). 
Bezirk Andrychau objął obszar o wielkości 4,6 mil², zamieszkany przez 22.305 ludzi i podzielony na 28 gmin katastralnych, w tym miasta Andrychau i Zator. Wszedł w skład cyrkułu wadowickiego, jako jeden z jego trzynastu powiatów ziemskich. 1 maja 1860 zniesiono cyrkuł wadowicki, a jego cały obszar włączono do cyrkułu krakowskiego.
Po nadaniu Galicji autonomii oraz powołaniu samorządu gminnego i powiatowego w 1865 zlikwidowano cyrkuły (Kreise). Dotychczasowe małe powiaty (Bezirke) w liczbie 179, utrzymały się do 1867 roku, kiedy to w następstwie kolejnej reformy administracyjnej (23 stycznia 1867) zostały zastąpione przez 74 większe powiaty. Jednym z tych nowych powiatów był powiat wadowicki, w skład którego wszedł m.in. w całości zniesiony Bezirk Andrychau. 1 lipca 1910 jedenaście gmin z dawnego Bezirk Andrychau weszło w skład nowo utworzonego powiatu oświęcimskiego.

## Podział administracyjny (1854)
| Lp. | Gmina jednostkowa           | Powierzchnia | Ludność | Powiat w 1867 po zniesieniu |
| --- | --------------------------- | ------------ | ------- | --------------------------- |
| 1   | Andrychau (M)               | 1488         | 955     | wadowicki                   |
| 2   | Andrychau Dorf              | 1488         | 1653    | wadowicki                   |
| 3   | Sułkowice                   | 2160         | 6126    | wadowicki                   |
| 4   | Targanice                   | 2723         | 4112    | wadowicki                   |
| 5   | Frydrychowice               | 3024         | 1105    | wadowicki                   |
| 6   | Gierałtowice                | 1654         | 485     | wadowicki                   |
| 7   | Gierałtowiczki              | 842          | 265     | wadowicki                   |
| 8   | Głębowice                   | 2101         | 918     | wadowicki                   |
| 9   | Graboszyce                  | 1045         | 375     | wadowicki                   |
| 10  | Inwałd                      | 2349         | 1251    | wadowicki                   |
| 11  | Zagórnik                    | 1461         | 693     | wadowicki                   |
| 12  | Nidek                       | 1711         | 719     | wadowicki                   |
| 13  | Palczowice                  | 560          | 296     | wadowicki                   |
| 14  | Przybradz                   | 1171         | 406     | wadowicki                   |
| 15  | Roczyny                     | 2321         | 1344    | wadowicki                   |
| 16  | Brzezinka                   | 2321         | 245     | wadowicki                   |
| 17  | Rudze                       | 655          | 259     | wadowicki                   |
| 18  | Trzebieńczyce z Wiglowicami | 385          | 165     | wadowicki                   |
| 19  | Smolice                     | 990          | 460     | wadowicki                   |
| 20  | Wieprz ad Andrychau         | 5005         | 2499    | wadowicki                   |
| 21  | Zator (M)                   | 1955         | 1370    | wadowicki                   |
| 22  | Laskowa                     | 513          | 277     | wadowicki                   |
| 23  | Piotrowice                  | 2962         | 1055    | wadowicki                   |
| 24  | Ponikiew                    | 4732         | 911     | wadowicki                   |
| 25  | Chobot                      | 4732         | 133     | wadowicki                   |
| 26  | Kaczyna                     | 4732         | 269     | wadowicki                   |
| 27  | Koziniec                    | 4732         | 379     | wadowicki                   |
| 28  | Rzyki                       | 4659         | 1428    | wadowicki                   |

Objaśnienie:
(M) = miasto; (m) = miasteczko